# Indicatif régional 205

Carte de l'État de l'Alabama avec la région desservie par l'indicatif 205 en rouge.

L'indicatif régional 205 est l'indicatif téléphonique régional qui dessert la partie centrale de l'ouest de l'État de l'Alabama aux États-Unis.
Il est prévu qu'au quatrième trimestre de 2014, l'indicatif régional 659 sera créé par chevauchement de l'indicatif 205.
L'indicatif régional 205 fait partie du plan de numérotation nord-américain.

## Comtés desservis par l'indicatif
- Comté de Bibb (partiellement)
- Comté de Blount
- Comté de Chilton (partiellement)
- Comté d'Etowah (partiellement)
- Comté de Fayette
- Comté de Franklin (partiellement)
- Comté de Greene
- Comté de Hale
- Comté de Jefferson
- Comté de Lamar
- Comté de Marion
- Comté de Perry
- Comté de Saint Clair
- Comté de Shelby
- Comté de Sumter
- Comté de Tuscaloosa
- Comté de Walker
- Comté de Winston

## Principales villes desservies par l'indicatif

Territoires des quatre premiers indicatifs régionaux de l'État de l'Alabama

- Alabaster
- Birmingham
- Bessemer
- Clanton
- Fairfield
- Fayette
- Fultondale
- Gardendale
- Homewood
- Hoover
- Jasper
- Livingston
- Montevallo
- Northport
- Oneonta
- Pell City
- Trussville
- Tuscaloosa
- Warrior
- Winfield